# Юлиана Нориджская
Юлиана Нориджская (также Юлиана Норвичская, Юлиана из Норвича, Юлиана из Нориджа, англ. Julian of Norwich; 8 ноября 1342 или 1343, Норидж, Норфолк, Королевство Англия — не ранее 1416[…], Норидж, Норфолк, Королевство Англия) — английская духовная писательница, автор первой книги, написанной женщиной на английском языке.

## Биография

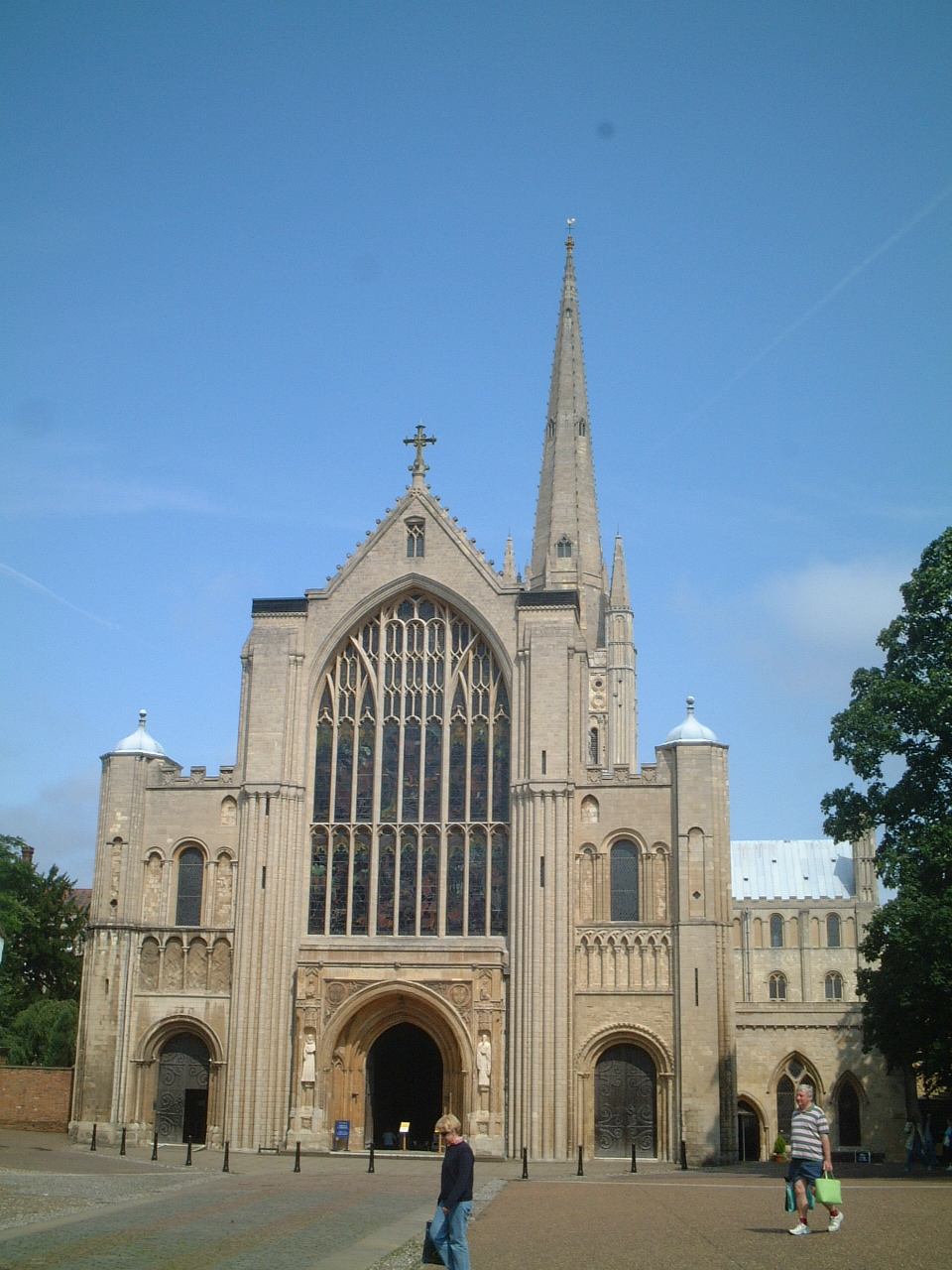
Англиканская церковь в Норидже, перестроенная в XVI в. из кафедрального католического собора

О её жизни сохранилось очень мало сведений, даже имя, под которым она осталась в веках, условно дано по собору в Норидже, близ которого она была затворницей в скиту. Принадлежала к римской католической церкви. В тридцатилетнем возрасте перенесла тяжёлую болезнь, во время которой пережила несколько сильнейших духовных озарений. От болезни Юлиана оправилась и через двадцать лет записала свои видения в книге «Шестнадцать откровений Божественной любви» (ок. 1393). Её опыт был широко известен в Англии, её навещала для духовных бесед Марджери Кемпе.
Вместе с Роллом из Хэмпола и анонимным автором трактата «Облако неведения» принадлежит к крупнейшим мистикам английского Средневековья.

## Признание
Юлиана не была канонизирована, но глубоко почитается как католиками, так и протестантами. Её откровения процитировал Элиот в одном из своих квартетов: «Грех неизбежен, но // Всё разрешится, и // Сделается хорошо» («Литл Гиддинг», пер. А. Сергеева). Томас Мертон назвал её величайшим английским мистиком и богословом.
Современное изваяние Юлианы украшает фасад англиканской церкви в Норидже.

## Публикации на русском языке
- Откровения Божественной Любви. — М.: Русский Фонд Содействия Образованию и Науке, 2010 (двуязычное издание)